# Уваровская епархия
Ува́ровская епархия — епархия Русской православной церкви, объединяющая приходы в юго-восточной части Тамбовской области (в границах Гавриловского, Жердевского, Инжавинского, Кирсановского, Мучкапского, Ржаксинского, Уваровского и Умётского районов). Входит в состав Тамбовской митрополии.

## История
26 декабря 2012 года решением Священного Синода Русской православной церкви была образована Уваровская епархия, выделенная из состава Тамбовской епархии с включением в состав новообразованной Тамбовской митрополии. Епархиальному архиерею Синод постановил иметь титул «Уваровский и Кирсановский».

## Благочиния
Епархия разделена на 8 церковных округов:
- Гавриловское благочиние
- Жердевское благочиние
- Инжавинское благочиние
- Кирсановское благочиние
- Мучкапское благочиние
- Ржаксинское благочиние
- Уваровское благочиние
- Уметское благочиние

## Монастыри
- Кирсановский Тихвинский монастырь (архиерейское подворье)
- Носовский Преображенский монастырь в посёлке Демьян Бедный (мужской, возрождаемый)
- Оржевский Александро-Невский монастырь (разрушен)